# 小田原文学館
小田原文学館（おだわらぶんがくかん）は、神奈川県小田原市にある公共施設。小田原出身やゆかりの作家の生涯や作品を展示紹介している。元宮内大臣田中光顕の別邸を利用して1994年に開設された。

## 施設
本館と別館があり、いずれも国の登録有形文化財となっている。本館は1937年に建てられたスパニッシュ瓦葺きの洋風建築でRC造3階建の本館部と木造平屋建の管理棟からなる。別館は1924年に建てられた木造2階建て入母屋造りの和風建築で、1998年10月1日から白秋童謡館として使われている。敷地内に市内曽我谷津から尾崎一雄邸の書斎が移築されている。

### 記念碑
- 白秋童謡碑[7] - 童謡「赤い鳥小鳥」の歌詞が刻まれている[8]。同じものが伝肇寺境内にもある[8][9]。
- 北條秀司碑 - 2002年建立[8]。
- 藤田湘子碑[1] - 2005年建立[8]。
- 北村透谷碑[9] - 2010年に小田原城址公園から移設され[8]、2011年5月15日に除幕式が開催された[10]。

## 展示

### 本館
- 1階第1・第2展示室[1] - 小田原出身の文学者、北村透谷・尾崎一雄・川崎長太郎
- 2階第3展示室（東側）[1] - 小田原出身の文学者、牧野信一・北原武夫・藪田義雄・福田正夫
- 2階第4展示室（西側）[1] - 小田原・西海子近辺に住んだ文学者、谷崎潤一郎・三好達治・北條秀司

### 別館・白秋童謡館
- 北原白秋、マザー・グース[11]

## 利用案内
- 観覧料（本館・別館共通） - 大人250円（20名以上の団体の場合は180円）、小・中学生100円（20名以上の団体の場合は70円）[1]
- 休館 - 月曜日（休日にあたるときは翌平日）、年末年始(12月28日-1月3日)[1]
- 開館時間 - 3月-10月は10:00-17:00(入館は16:30まで)、11月-2月は10:00-16:30(入館は16:00まで)[1]

## 交通アクセス
- 徒歩 - 小田原駅東西自由通路東口より徒歩約20分[12]
- バス - 小田原駅東西自由通路東口より箱根方面行きに乗車、「箱根口バス停」下車、徒歩約5分[12]
- 車 - 西湘バイパス早川ICから国道135号・国道1号経由、約10分[13]。無料駐車場7台分あり[12]。